# Grand Bassa
Grand Bassa és un comtat de la part oest central de Libèria. És un dels 15 comtats que comprenen el primer nivell de la seva divisió administrativa. Buchanan és la capital d'aquest comtat la superfície del qual abasta 7.936 quilòmetres quadrats. Des del Cens de 2008, aquest tenia 221.693 persones, fent-lo el cinquè comtat més populós de Libèria. La superintendent Distingit de Gran Bassa és Julia Duncan Cassell. El comtat és confinat per Margibi al nord-oest, Bong al nord, Nimba a l'est, i Cess River al sud i a l'est. La part occidental de Grand Bassa confina amb l'oceà Atlàntic.
Té una extensió de territori que ocupa uns 7.936 quilòmetres quadrats, en ells viuen unes 221.693 persones. Per tant, la seva densitat poblacional és de 27,9 pobladors per cada quilòmetre quadrat.

## Districtes
Es divideix internament en aquests districtes:
- Commonwealth
- District #1
- District #2
- District #3
- District #4
- Neekreen
- Owensgrove
- St. John River